# 龙山镇 (龙陵县)
龙山镇，是中华人民共和国云南省保山市龙陵县下辖的一个镇。

## 行政区划
龙山镇下辖以下地区：
龙山社区、龙华社区、白塔社区、赧场社区、云山社区、白家寨村、大坪子村、杨梅山村、香柏河村、横山村、新下寨村、董华村、核桃坪村、河头村、尹兆场村、户孔村、麦地村和芒麦村。

## 中国传统村落
2013年8月，芒旦村被评为第二批中国传统村落。